# پادشاهی ابیریا
پادشاهی ابیریا (انگلیسی: Abhira Kingdom) در مهاباراتا یکی از دو پادشاهی نزدیک رودخانه ساراسواتی است. قلمرو امروزی ابیرا در نواحی شمالی گجرات و جنوب راجستان هند قرار داشته است. البته به گفته برخی مورخان، پادشاهی ابیریا در ناحیهٔ سمت جنوب هند بسیار گسترده‌تر بوده است.